# Принцип Геммонда
Принцип Геммонда (англ. Hammond principle) — є кілька формулювань цього принципу.
- 1. Геометрія перехідного стану наближається до геометрії тих реагентів, до яких вона найближча за вільною енергією. Енергія раннього перехідного стану елементарної реакції є близькою до енергії вихідного стану, i при переході до такого стану відбувається лише невелика реорганізація структури. Пізній перехідний стан, що має енергію, близьку до кінцевого стану, вимагає малої реорганізації структури при переході від перехідного стану до продуктів.
- 2. Коли перехідний стан на шляху до утворення нестабільного інтермедіату (чи продукту) має приблизно ту ж енергію, що й інтермедіат, то взаємоперетворення між ними відбувається з найменшою реорганізацією молекулярної структури. У цьому випадку фактор, що стабілізує інтермедіат, буде також стабілізувати перехідний стан, який веде до нього.
- 3. Зростання екзотермічності стадії наближає перехідний стан за структурою до вихідних сполук, збільшення ендотермічності — до продуктів (або проміжного продукту).